# Prokne
Prokne – w mitologii greckiej żona Tereusa, króla Daulis w Fokidzie, matka Itysa, siostra Filomeli.
Tereus uwiódł Filomelę i uciął jej język, aby o zdradzie nie dowiedziała się Prokne. Filomela utkała peplos, w którego deseniu umieściła słowa – klucz, dzięki którym Prokne dowiedziała się o losie siostry. Mszcząc się siostry zabiły Itysa i podały jego ciało w potrawie Tereusowi.
Dzięki wysłuchaniu ich błagań bogowie dopomogli uniknąć im gniewu Tereusa, zamieniając je w ptaki: Prokne zamieniona została w jaskółkę, a Filomela w słowika. Tereus został zmieniony w dudka. Czasami zamiana jest podawana odwrotnie: Filomela zostaje zamieniona w jaskółkę, a Prokne w słowika.